# 별정우체국중앙회
별정우체국중앙회(別定郵遞局中央會, Central Association of Special Post Offices)는 별정우체국 운용개선을 위한 연구와 별정우체국 직원의 복지 증진을 위한 공제사업 및 별정우체국 종사자와 유공자에 대한 장학사업과 회원 상호간의 협력체계를 강화하여 별정우체의 이념을 구현함으로써 우정사업 발전 향상에 기여하는 것을 목적으로 설립되었다.

## 명칭과 위치
- 명칭 : 사단법인 별정우체국중앙회
- 위치 : (우)30100 | 세종특별자치시 한누리대로 589, 5층 503호(도담동, 해피라움VII)

## 설립 목적
- 별정우체국의 이념 구현
- 별정우체국 운영 개선과 직원의 복지 증진
- 우정사업 발전 향상

## 기관 연혁
- 별정우체국 업무개선을 위한 연구 및 정보의 상호교환과 지도
- 별정우체국의 사업에 관련된 법령의 개폐 또는 제도 개선에 관한 건의
- 우정사업에 관한 회원교육 및 지도
- 회원의 복지증진을 위한 사업
- 회원 상호간의 공제사업
- 유공자에 대한 장학사업
- 기타 본회의 목적을 달성하기 위한 부대사업